# Albiorix (animal)
Albiorix es un género de pseudoscorpiones de la familia Ideoroncidae.  Se distribuye por América.

## Especies
Según Pseudoscorpions of the World 1.2::
- Albiorix anophthalmus Muchmore, 1999
- Albiorix argentiniensis (Hoff, 1950)
- Albiorix bolivari Beier, 1963
- Albiorix chilensis (Ellingsen, 1905)
- Albiorix conodentatus Hoff, 1945
- Albiorix edentatus Chamberlin, 1930
- Albiorix magnus Hoff, 1945
- Albiorix mexicanus (Banks, 1898)
- Albiorix mirabilis Muchmore, 1982
- Albiorix parvidentatus Chamberlin, 1930
- Albiorix retrodentatus Hoff, 1945

## Publicación original
- Chamberlin, 1930: A synoptic classification of the false scorpions or chela-spinners, with a report on a cosmopolitan collection of the same. Part II. The Diplosphyronida (Arachnida-Chelonethida). Annals and Magazine of Natural History, ser. 10, vol. 5, pp. 1-48 y 585-620.